# Eduardo IV de Inglaterra
Eduardo IV da Inglaterra (Ruão, 28 de abril de 1442 – Londres, 9 de abril de 1483) foi o Rei da Inglaterra durante dois períodos diferentes, primeiro de 1461 até 1470 e depois de 1471 até sua morte, sendo o primeiro monarca inglês da Casa de Iorque. A primeira parte de seu reinado foi marcada pela violência associada com a Guerra das Rosas, em que lutou contra as forças da Casa de Lencastre e o rei Henrique VI até finalmente derrotá-los na Batalha de Tewkesbury, reinando em paz até o final.

## Nascimento e ascendência
Eduardo nasceu em Ruão, na França, durante uma campanha da Guerra dos cem anos. Talvez devido ao ambiente militar da época, o seu nascimento como primogénito do Duque de Iorque não foi comemorado devidamente.
Foi o filho mais velho de Ricardo, 3.º duque de Iorque e de Cecília Neville. Até à morte do seu pai, era conhecido como conde de March. Ambos os seus pais eram descendentes diretos do rei Eduardo III, o que lhe dava um potencial direito ao trono. Esta pretensão foi reforçada em 1447, quando o pai de Eduardo se tornou herdeiro do rei Henrique VI, que não tinha filhos, após a morte do tio, Humberto de Lencastre, duque de Gloucester.
Na altura do seu nascimento, houve rumores de que Eduardo seria o fruto de uma relação extraconjugal da sua mãe, mas estes foram descartados como propaganda política e, mais tarde, por historiadores. Eduardo e os seus irmãos, Jorge, duque de Clarence e Margarida, duquesa de Borgonha, eram muito parecidos, sendo os três altos e louros, em contraste com o duque de Iorque que era baixo e moreno. O seu irmão mais novo, que mais tarde se tornou no rei Ricardo III, era muito parecido com o seu pai.

## Primeiros anos
Eduardo cresceu num contexto de declínio económico no seu país e de derrotas militares no estrangeiro, exacerbadas por um governo central fraco e corrupto. Tanto ele como o seu irmão mais novo, Edmundo, conde de Rutland, nasceram em Ruão, onde o seu pai, o duque de Iorque foi governador das terras inglesas em França até 1445, quando foi substituído por Henrique Beaufort, 3.º duque de Somerset. É provável que Eduardo e Edmundo tenham sido educados no Castelo de Ludlow nas Marcas galesas, onde o duque de Iorque era o proprietário de terras mais proeminente.
Em 1447, o duque de Iorque foi escolhido para o cargo de governador-chefe da Irlanda, mas só o assumiu em 1449. Pouco depois, uma ofensa francesa reconquistou a Normandia, deixando Calais como a última posse inglesa no norte da França. Apesar de ser responsável por esta derrota, o duque de Somerset foi escolhido para ser o ministro-chefe de Henrique VI. A política inglesa passou a ser dominada por uma luta de poderes entre Iorquistas e os apoiantes da Casa de Lencastre, sendo os mais famosos o duque de Somerset, William de la Pole e a mulher de Henrique VI, Margarida de Anjou.
Os problemas tornaram-se mais graves em agosto de 1453, quando Henrique VI entrou num estado catatónico depois de ouvir a notícia da sua derrota na Gasconha, um território que se encontrava em posse inglesa há mais de 300 anos. O duque de Iorque assumiu a liderança do governo, sendo os seus principais apoiantes Ricardo Neville, 5.º conde de Salisbury e o seu filho mais velho, Ricardo Neville, 16.º conde de Warwick. Em janeiro de 1454, Eduardo, na altura com 12 anos, entrou em Londres junto do seu pai quando este foi participar no Grande Conselho.
Porém, o nascimento do filho do rei Henrique VI, Eduardo de Westminster, em outubro de 1453 criou uma figura de proa para os apoiantes da Casa de Lencastre e a década de 1450 ficou marcada pelo conflito político entre as duas fações. Em 1455, o rei Henrique VI expulsou o pai de Eduardo da corte, numa tentativa de reaver o poder perdido durante a convalescença da sua depressão. Ricardo de Iorque não estava disposto a largar a governação sem luta e iniciou a Guerra das rosas contra a Casa de Lencastre, o partido do rei.

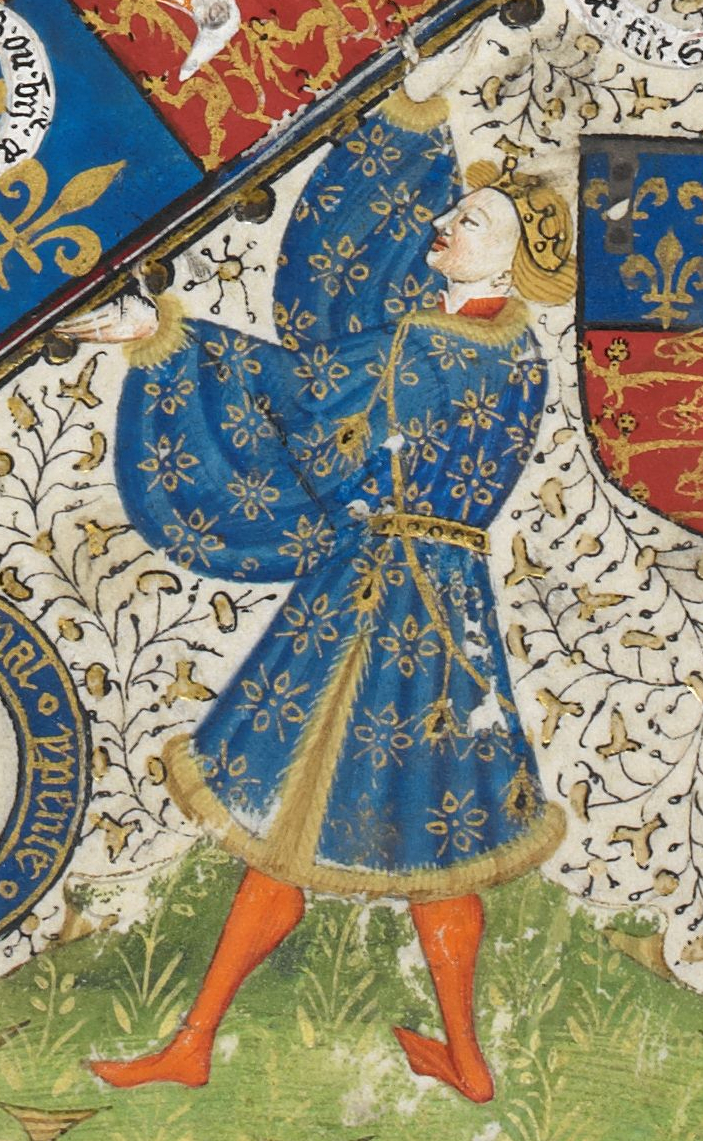
Desenho de Ricardo de Iorque, 3.º duque de Iorque, o pai de Eduardo IV e de Ricardo III, c. 1445

Aos 17 anos, Eduardo já era um líder político e militar por direito próprio. Após a sua derrota na Batalha de Ludford Bridge em 1459, o pai e o seu irmão Edmundo fugiram para a Irlanda, enquanto os condes de March foram para Calais.
Em 1460, Eduardo atravessou o Canal da Mancha com Warwick e Salisbury e entrou em Londres. Em julho desse ano, em Northampton, ele comandou uma das três divisões do exército que capturou Henrique VI e deu a vitória aos Iorquistas. O duque de Iorque regressou da Irlanda e, ao entrar no Palácio de Westminster, declarou-se rei, algo a que os lordes reagiram com silêncio. Com o Ato de Acordo, as duas partes chegaram a um compromisso: Henrique continuaria a ser rei até à sua morte, mas seria sucedido pelo duque de Iorque e pelos seus descendentes.
As implicações de retirar o herdeiro legal da linha de sucessão ao trono criou uma animosidade substancial contra a administração Iorquista. No final de 1460, Eduardo recebeu o seu primeiro comando independente e foi enviado para o País de Gales para enfrentar uma insurreição de apoiantes da Casa de Lencastre. O duque de Iorque foi para o Norte, onde travou a Batalha de Wakefield contra os exércitos comandados por Margarida de Anjou. Ele perdeu a batalha e a rainha consorte não lhe perdoou a traição contra o rei e ordenou a sua execução. Com o pai morto e a sua cabeça exposta nas muralhas de Iorque, Eduardo tornou-se Duque de Iorque com apenas dezoito anos.
A sua inexperiência foi largamente compensada por Ricardo Neville, o seu mentor, que viu nele as capacidades de um líder nato, capaz de substituir Henrique VI. Enquanto Margarida de Anjou fazia campanha no Norte, Warwick tomou Londres no ano seguinte, aprisionou Henrique VI na Torre de Londres e Eduardo tornou-se rei de Inglaterra.

## Reinado
Eduardo mostrou-se um rei consensual e após a sua subida ao trono não houve ameaças imediatas ao seu poder. Ao contrário do seu antecessor, tinha ideias muito próprias quanto ao que fazer e não era facilmente influenciável. Nomeadamente na questão da escolha da sua mulher. Apesar dos conselhos de Warwick, que lhe diziam para encontrar a sua rainha numa casa europeia, ou, excluindo essa hipótese, uma das suas filhas, Eduardo resolveu seguir os seus próprios desejos e se casou em segredo, em 1464. A escolhida era Isabel Woodville, uma viúva oriunda de uma família obscura que apoiava a Casa de Lencastre inicialmente, e que de imediato saltou para a ribalta. Warwick teve dificuldade em engolir este revés, ainda para mais sabendo que perdia poder e influência a favor dos Woodville a cada dia que passava. Passado algum tempo revoltou-se e levantou um exército contra Eduardo e aprisionou-o após a Batalha de Edgecote Moor em 1469.
Warwick tornou-se então no senhor de Inglaterra em tudo menos na dignidade real. Mas a sua personalidade já lhe trouxera inimigos e a popularidade de Eduardo não lhe garantia sucesso. Em 1470 é obrigado a fugir para França e encontra refúgio em Margarida de Anjou, aí exilada desde 1461. Agora sogro de Eduardo de Westminster, o herdeiro de Henrique VI, Warwick retorna a Inglaterra e consegue derrotar os exércitos de Eduardo. Henrique VI é reposto no trono a 30 de Outubro e Eduardo é obrigado a fugir para a corte do cunhado Carlos, o Temerário, Duque da Borgonha.
Regressando a Inglaterra com o apoio de um exército borgonhês, Eduardo derrota o seu antigo aliado na Batalha de Barnet em abril de 1471 e em maio destrói o resto das forças lancastrianas na Batalha de Tewkesbury. Com Eduardo de Westminster morto e Margarida de Anjou aprisionada, apenas o frágil Henrique VI se mantinha como ameaça ao seu poderio. A situação foi resolvida com o assassinato discreto do antigo rei.
Nos anos seguintes, Eduardo encontrou problemas dentro da sua própria família, nomeadamente com os irmãos Jorge, Duque de Clarence e Ricardo, Duque de Gloucester, ambos casados com as duas filhas de Warwick, Isabel Neville e Ana Neville, respectivamente. Após uma tentativa de traição em 1478, Eduardo mandou executar Clarence, diz a lenda que por afogamento dentro de um barril de vinho.
Eduardo morreu de repente em 1483 e encontra-se sepultado ao lado da esposa Isabel na Capela de São Jorge, no Castelo de Windsor. A sua morte pôs fim a um período de paz relativa. O seu filho Eduardo V foi rapidamente deposto pelo tio Ricardo de Gloucester, o novo Ricardo III de Inglaterra, cuja subida ao trono, em virtude da sua impopularidade, lançou o episódio final na guerra das rosas.

## Descendência
Eduardo teve dez filhos com Isabel Woodville, sendo que sete deles estavam vivos aquando da sua morte. Foram todos considerados ilegítimos ao abrigo da Titulus Regius, mas a lei foi revogada por Henrique VII, que casou com a filha mais velha de Eduardo, Isabel.
Descendência com Isabel Woodville (1437-1492):
|  | Nome                                   | Nascimento              | Morte                   | Consorte (datas de nascimento e morte) filhos |
|  | Isabel de Iorque                       | 11 de agosto de 1467    | 11 de fevereiro de 1503 | Casada em 18 de janeiro de 1486 Henrique VII de Inglaterra, com descendência (Artur, Príncipe de Gales, Margarida Tudor, Rainha da Escócia, Henrique VIII de Inglaterra, Isabel Tudor, Maria Tudor, Rainha de França, Eduardo Tudor, Edmundo Tudor, Duque de Somerset, Catarina Tudor) |
|  | Maria de Iorque                        | 11 de fevereiro de 1466 | 23 de maio de 1482      | Morreu aos 14 anos sem descendência |
|  | Cecília de Iorque                      | 20 de março de 1469     | 24 de agosto de 1507    | Casada três vezes Ralph Scrope, casamento anulado e sem descendência John Welles, 1.º Visconde de Welles com descendência (Elizabeth e Anne Welles) Thomas Kyme sem descendência |
|  | Eduardo V de Inglaterra                | 2 de novembro de 1470   | 1483                    | Foi um dos Príncipes na Torre. Desapareceu e assume-se que tenha sido assassinado aos 13 anos em 1483 sem descendência |
|  | Margarida de Iorque                    | 10 de abril de 1472     | 11 de dezembro de 1472  | Morreu com oito meses de idade sem descendência |
|  | Ricardo de Shrewsbury, Duque de Iorque | 2 de novembro de 1470   | 1483                    | Foi o segundo dos Príncipes na Torre. Desapareceu e assume-se que tenha sido assassinado aos 10 anos em 1483 sem descendência |
|  | Ana de Iorque                          | 2 de novembro de 1475   | 23 de novembro de 1511  | Casada em 4 de fevereiro de 1495 Tomás Howard, 3.° Duque de Norfolk, com descendência (Thomas Howard) |
|  | Jorge de Iorque, Duque de Bedford      | março de 1477           | março de 1479           | Morreu dos 2 anos, vítima de peste bubónica sem descendência |
|  | Catarina de Iorque                     | 14 de agosto de 1479    | 15 de novembro de 1527  | Casada em 1495 William Courtenay, 1.° Conde de Devon, com descendência (Henry Courtenay, 1.º Marquês de Exeter, Edward Courtenay, Margaret Courtenay) |
|  | Brígida de Iorque                      | 10 de novembro de 1480  | 1507                    | Freira sem descendência |

Eduardo teve várias amantes, incluindo Lady Eleanor Talbot e Elizabeth Lucy, provavelmente filha de Thomas Waite (ou Wayte) de Southampton. A sua amante mais famosa foi Jane Shore, que foi compelida por Ricardo III a fazer uma penitência pública em Paul's Cross. Sir Thomas More afirmou que a penitência teve o efeito contrário do que Ricardo III pretendia uma vez que: "apesar de ela ter saído vestindo apenas o seu kyrtle, ela era tão bela e encantadora... que a sua grande vergonha valeu-lhe rasgados elogios."
Eduardo teve vários filhos ilegítimos que reconheceu como seus:
- Elizabeth Plantagenet (nascida por volta de 1464), talvez filha de Elizabeth Lucy. Casou-se com Thomas, filho de George Lumley, Barão Lumley.[8]
- Arthur Plantagenet, 1.º Visconde de Lisle (nascido na década de 1460 ou 1470 – 3 de março de 1542), escritor dos Lisle Papers, uma fonte histórica importante da época dos Tudor. Do seu primeiro casamento com Elizabeth Grey teve três filhas: Frances, Elizabeth e Bridget Plantagenet.
- Grace Plantagenet, foi registado que esteve presente no funeral de Isabel Woodville em 1492.[9]